# Dichotomius triquetrus
Dichotomius triquetrus là một loài bọ cánh cứng trong họ Bọ hung (Scarabaeidae).